# Mes chères études
Pour plus de détails, voir Fiche technique et Distribution.
Mes chères études est un téléfilm français écrit et réalisé par Emmanuelle Bercot, diffusé la première fois par Canal+ le 18 janvier 2010. Il est tourné à Besançon, principalement dans le centre-ville.

## Synopsis
Laura, dix-neuf ans, simple étudiante en première année d'université, veut réussir ses études, à tout prix. Malgré un job alimentaire, elle n'arrive pas à subvenir à ses besoins et tombe dans une précarité financière telle qu'un soir de désespoir, à court de solutions, elle s'aventure à répondre à une annonce trouvée sur internet.
Joe, cinquante-sept ans, recherche étudiante pour moments tendres. Cent euros de l'heure. Une fois pas plus, se promet-elle.
Trois jours plus tard, Laura est dans une chambre d'hôtel avec Joe. Et c'est le début de l'engrenage.
L'exaltation d'un argent si « facilement » gagné. Oublier les sensations détestables et ne se rappeler que l'enveloppe remplie d’argent. Dès le deuxième client, Laura, jeune étudiante meurtrie dans sa chair, mais déjà prostituée, veut arrêter. Y parviendra-t-elle ?

## Fiche technique
- Titre : Mes chères études
- Réalisatrice et scénariste : Emmanuelle Bercot d'après le roman Mes chères études - Étudiante, 19 ans, job alimentaire : prostituée de Laura D. paru en janvier 2008 chez Max Milo Éditions
- Production : François Kraus et Denis Pineau-Valencienne (Les Films du Kiosque)
- Diffuseurs : Canal+, CinéCinéma et Jimmy
- Image : Christophe Offenstein
- Directeur de production : Hervé Duhamel
- 1er assistant réalisateur : Armel Gourvennec
- Son : Frédéric Pardon
- Décors : Eric Barboza
- Costumes : Marité Coutard
- Régie : Karine Petite
- Casting : Antoinette Boulat
- Montage : Julien Leloup
- Presse : Danièle Maisonnasse et Alexia Veyry

## Distribution
- Déborah François : Laura
- Alain Cauchi : Joe
- Mathieu Demy : Benjamin
- Benjamin Siksou : Manu
- Anna Sigalevitch : Fanny
- Marc Chapiteau : le photographe
- Joseph Braconnier : client parking